# Sarcophaga ancilloides
Sarcophaga ancilloides är en tvåvingeart som beskrevs av Baranov 1927. Sarcophaga ancilloides ingår i släktet Sarcophaga och familjen köttflugor.
Artens utbredningsområde är Nordmakedonien. Inga underarter finns listade i Catalogue of Life.